# Meyer Kayserling
Meyer Kayserling (Hannover, 17 giugno 1829 – Budapest, 21 aprile 1905) è stato uno storico e rabbino tedesco.

## Biografia
Meyer Kaiserling è stato uno storico e rabbino tedesco e ungherese. 
È stato educato a Halberstadt, Nikolsburg (Moravia), Praga, Würzburg, e Berlino. Si dedicò alla storia e filosofia. Incoraggiato nelle ricerche storiche da Leopold von Ranke, Kayserling rivolse la sua attenzione alla storia e letteratura degli ebrei della penisola iberica.
Nel 1861 il governo di Argovia lo ha nominato rabbino degli ebrei svizzeri, ufficio che mantenne fino al 1870. Durante la sua residenza in Svizzera, ha argomentato a favore dell'uguaglianza civile per i suoi correligionari, allora e in seguito, di fronte alle accuse mosse contro di loro.
Nel 1870 accettò l'incarico come predicatore e rabbino della comunità ebraica di Budapest. 
Kayserling era un membro della Real Academia Española di Madrid, della Trinity Historical Society, e altre.
Kayserling era fratello dello scrittore e educatore Simon Kayserling.

## Opere
Fu autore delle seguenti opere:
- Moses Mendelssohn's Philosophische und Religiöse Grundsätze mit Hinblick auf Lessing, Leipsic, 1856.
- Sephardim. Romanische Poesien der Juden in Spanien. Ein Beitrag zur Literatur und Gesch. der Spanisch-Portugiesischen Juden, Leipsic, 1859; traduzione ebraica transl. in "Ha-Asif," iv., v.
- Ein Feiertag in Madrid. Zur Gesch. der Spanisch-Portugiesischen Juden, Berlino, 1859.
- Gesch. der Juden in Navarra, den Baskenländern und auf den Balearen, oder Gesch. der Juden in Spanien, I., Berlin, 1861.
- Menasse ben Israel. Sein Leben und Wirken. Zugleich ein Beitrag zur Gesch. der Juden in England, Berlin, 1861; trad. inglese di F. de Sola Mendes, Londra, 1877.
- Moses Mendelssohn. Sein Leben und Seine Werke, Lipsia, 1862; una seconda edizione, ampliata e corretta, ha il titolo "Moses Mendelssohn. Sein Leben und Wirken," Leipsic, 1888.
- Der Dichter Ephraim Kuh. Ein Beitrag zur Gesch. der Deutschen Literatur, Berlino, 1864.
- Zum Siegesfeste. Dankpredigt und Danklieder von Moses Mendelssohn, Berlino, 1866.
- Geschichte der Juden in Portugal, (online su google books), Berlino, 1867.
- Die Rituale Schlachtfrage, oder Ist Schächten Thierquälerei? Aargau, 1867.
- Bibliothek Jüdischer Kanzelredner. Eine Chronologische Sammlung der Predigten, Biographien und Charakteristiken der Vorzüglichsten Jüdischen Prediger. Nebst einem Homiletischen und Literarischen Beiblatte, 2 vols., Berlino, 1870-72.
- Die Judeninsel und der Schiffbruch bei Koblenz, Baden, 1871.
- Die Jüdischen Frauen in der Geschichte, Literatur und Kunst, Leipsic, 1879; tradotto in ungherese da M. Reismann, Budapest, 1883.
- Das Moralgesetz des Judenthums in Beziehung auf Familie, Staat und Gesellschaft, pubblicato anonimo, Vienna, 1882.
- Die Blutbeschuldigung von Tisza-Eszlár Beleuchtet; anche in ungherese, Budapest, 1882.
- Der Wucher und das Judenthum; anche in ungherese, Budapest, 1882.
- Moses Mendelssohn. Ungedrucktes und Unbekanntes von Ihm und über Ihn, Leipsic, 1883.
- Refranos é Proverbios de los Judios Españoles, Budapest, 1889.
- Biblioteca Española-Portugueza-Judaica. Dictionnaire Bibliographique, Strasburgo, 1890.
- Dr. W. A. Meisel. Ein Lebens- und Zeitbild, Leipsic, 1891.
- Sterbetage aus Alter und Neuer Zeit, Praga, 1891.
- Gedenkblätter. Hervorragende Jüdische Persönlichkeiten des Neunzehnten Jahrhunderts. In Kurzen Charakteristiken, Leipsic, 1892.
- Christopher Columbus and the Participation of the Jews in the Spanish and Portuguese Discoveries, tradotto dall'autore del manoscritto da Charles Gross, New York, 1894; ed. tedesca, Berlino, 1894; trad. ebraico, Varsavia, 1895.
- Die Jüdische Litteratur von Moses Mendelssohn bis auf die Gegenwart, ristampa Winter and Wünsche, "Die Jüdische Litteratur seit Abschluss des Kanons," Treves, 1896.
- Ludwig Philippson. Eine Biographie, Leipsic, 1898.
- Die Juden als Patrioten, a lecture, Berlino, 1898.
- Die Juden von Toledo, a lecture, Leipsic, 1901.
- Isaak Aboab III. Sein Leben und Seine Dichtungen, in ebraico, Berdychev, 1902.

Oltre a queste opere e una serie di sermoni pubblicati in tempi diversi, Kayserling ha contribuito a diverse riviste ebraiche pubblicate in ebraico, tedesco, inglese e francese; ha anche pubblicato una nuova edizione riveduta di Hecht Handbuch der Israelitischen Gesch (1874; 7 ° ediz., 1901). Dal 1884 ha preparato la parte della Jahresberichte der Geschichtsforschung (Berlino) che ha curato la storia ebraica.